# 楊嗣璠
楊嗣璠（越南语：／，1874年7月—1926年6月），阮朝舉人、官員。

## 生平
楊嗣璠是河內省山朗縣雲亭社（今屬河內市應和縣）人，生於1874年7月。:36父親是舉人楊琳，叔叔是三甲楊珪。
成泰九年（1897年），在河南場考中丁酉科舉人。
曾任南直知縣、東關知縣、快州知府、諒江知府、義興知府。
1925年3月，與裴鵬摶互換職位，由義興知府改任春長知府。1925年，由春長知府換興安商佐。
1926年6月，因病逝世，享壽52歲。:51

## 家庭
正室爲陳劉慧的小女兒。:40
- 子楊紹祥
- 子楊紹祗